# Ризо Ризов
 Тази статия е за дееца на ВМОРО и ВМРО (обединена).  За оперния певец вижте Ризо Ризов (оперен певец).  
Ризо Ризов с псевдоним Константинович е български революционер, деец на Вътрешната македоно-одринска революционна организация и ВМРО (обединена).

## Биография
Ризо Ризов е роден през 1872 или 1878 година във Велес, тогава в Османската империя. Учителства в родния си град. Става близък съратник на Гоце Делчев и организатор на ВМОРО. От 1904 година е член на Велешкия околийски комитет. Същата година е прострелян от група сарафисти. Той е сред основателите на Народна федеративна партия. През 1909 година, след контрапреврата в Цариград, Ризов взима участие в Комитета за обществена безопасност във Велес, който ръководи гражданските и военни власти в региона. В състава на комитета влизат 6 българи и 6 турци, като сърбоманите са изключени.
След избухването на Балканската война в 1912 година и окупацията на Македония през декември 1912 година Ризов участва в срещата на македонски дейци във Велес, организирана от Димитър Чуповски, на която присъстват Ангел Коробар, Петър Попарсов, Александър Мартулков, Крум Зографов, Йован Попйорданов, учителят Иван Елезов, Димитър Ничев и Методи Попгошев. Те решават да изпратят представители на Лондонската конференция, както и в Париж за да се борят за запазване на целостта на Македония. Ризов заминава за Солун да се срещне с видни македонски дейци и се среща с Павел Шатев и професор Йордан Иванов, който категорично отхвърля издиганата идея за автономия.
През лятото на 1924 година във Виена Тодор Паница и Ризо Ризов обсъждат идеята за създаване нова революционна организация във Вардарска Македония. Ризов се свързва с Панко Брашнаров и с помощта на велешки комунисти създават временно представителство на ВМРО (обединена). По план трябвало да се свържат и с Петър Чаулев, убит по-късно същата година от ВМРО. През 1925 година Ризо Ризов е избран за кандидат-член на ЦК на организацията. Към края на 1926 г. поради болест напуска Виена. През 1930 година присъства на Цариградската конференция на ВМРО (обединена) като запасен член на ЦК на ВМРО (обединена) и представител на комунистическото крило в организацията.
След това емигрира в СССР. През 1945 г. се връща в комунистическа Югославия, където умира през 1950 година.